# Antrona Schieranco
Antrona Schieranco är en ort och kommun i provinsen Verbano Cusio Ossola i regionen Piemonte i Italien. Kommunen hade 419 invånare (2018).